# Pizza hawaiiană
Pizza Hawaiiană este un tip de pizza destul de popular cu ananas, șuncă și sos de roșii. 

## Istorie
Pizza Hawaiiană a fost creată în anul 1962 în Toronto, Canada de către un bucătar grec numit Sam Papadopoulos. Dl bucătar Papadopoulos a fost inspirat de mâncarea chinezească. Pizza hawaiiană poartă numele acesta deoarece firma de la care provenea conserva în care era ananasul care a fost pus pe prima Pizza Hawaiiană era de la o firmă hawaiiană. În Germania pizza hawaiiană a fost văzută ca o variație a unui sandwich cu șuncă și ananas creat în 1955 de Clemens Wilmenrod în cadrul unei emisiuni de gătit televizate. 

## Statistică
În 1999 un sondaj a demostrat că pizza hawaiiană e cel mai popular tip de pizza din Australia. În 2014 revista „Time” a pus pizza hawaiiană în topul 13 celor mai influente mâncăruri. Peste câțiva ani alt sondaj a demonstrat că 12 % din americani iubesc pizza hawaiiană în timp ce 24 % o urăsc.
1. ↑  The Man Who Invented Hawaiian Pizza Has Died, accesat în 3 iulie 2022